# Magnum Rafael Farias Tavares
Magnum Rafael Farias Tavares (sinh ngày 24 tháng 3 năm 1982) là một cầu thủ bóng đá người Brasil.

## Sự nghiệp câu lạc bộ
Magnum Rafael Farias Tavares đã từng chơi cho Kawasaki Frontale và Nagoya Grampus.